# Мубарек Ґерай (син Джанибека Ґерая)
Мубарек Ґерай (Гірей) (крым. Mubarek Geray , مبارك كراى  розум. у січні 1635) — кримський нуреддін (1632-1635), син кримського хана Джанібека Ґерая (1610-1623, 1628-1635).

## Біографія
Взимку 1631 року за наказом уряду Османа кримський хан Джанібек Ґерай організував великий набіг на Лівобережну Україну, що входила до складу Речі Посполитої. У грудні 1631 — лютому 1632 років 15-тисячне татарсько-ногайське військо під проводом царевича Мубарека Ґерая здійснило похід на міста Лубни та Пирятин. Похід закінчився невдало. Багато татар і ногайців, не захопивши бранців, замерзли і втратили своїх коней.
У червні 1632 року Джанібек Ґерай розправився зі своїми зведеними братами. Калга Азамат Герай був убитий, а його молодші брати, нуреддін Мубарек Ґерай і Сафа Ґерай втекли в турецькі володіння. Джанібек призначив новим калгою свого зведеного брата Мехмеда Ґерая, а новим нуреддіном — власного сина Мубарека Ґерая.
Влітку 1633 нуреддін Мубарек Ґерай очолив великий спустошливий набіг на московські землі. 30-тисячне кримське військо під проводом Мубарека вторглася Ізюмським шляхом в південні повіти Московського царства. 17 липня армія підійшла під Лівни. Мубарек Ґерай розділив своє військо на невеликі загони, які стали спустошувати та воювати довколишні волості. Кримці навіть наважувалися нападати на посади і околиці міст, що знаходилися на їхньому шляху. 22 липня вони підійшли до Тули і двічі намагалися осадити місто, але московські ратники відбили противника. Військо минуло Тулу і рушило вглиб московських володінь. 24 липня Мубарек Ґерай з підійшов до Серпухова на Оці. Частина війська переправилася через Оку, тримала в облозі Серпухов і спустошила частину московського повіту. Сам Мубарек Ґерай з іншою частиною війська рушив на Каширу і спустошив її околиці. Окремі загони розорили Рязанський, Каширський, Коломенський, Зарайський, Серпухівський, Таруський, Калузький, Олексинський, Пронський, Оболенський, Воротинський, Болхівський, Білівський та Лівенський повіти. За підрахунком А. Новосільського, тільки в цих повітах було взято в полон близько 6 тисяч жителів.
У січні 1635 року нуреддін Мубарек Ґерай, вирушаючи до Черкесії, прибув до Єні-Кале і там помер. А навесні того ж 1635 року турецький султан Мурад IV (1623- 1640) відсторонив від престолу кримського хана Джанібека Ґерая, викликав його в Стамбул і відправив у заслання на острів Родос, де він помер у наступному 1636 році.